# Artsvaberd
Artsvaberd (en arménien Արծվաբերդ) est une communauté rurale du marz de Tavush, en Arménie. Elle compte 3 267 habitants en 2008.